# صموئيل بروبيكر هارتمان
صموئيل بروبيكر هارتمان (بالإنجليزية: Samuel Brubaker Hartman)‏ هو فلاح وطبيب أمريكي، ولد في 1 أبريل 1830 في هاريسبرج في الولايات المتحدة، وتوفي في 30 يناير 1918 في كولومبوس في الولايات المتحدة بسبب ذات الرئة.